# Caino uccide Abele (Tiziano)
Caino uccide Abele è un dipinto del pittore veneto Tiziano Vecellio realizzato nel 1543-1545 circa e conservato nella Basilica di Santa Maria della Salute a Venezia.

## Storia
Il dipinto, assieme ad altri, era originariamente collocato nella Chiesa dello Spirito Santo in Isola, che fu secolarizzata nel 1656, dopo fu trasferito nella basilica di Santa Maria della Salute.

## Descrizione
L'episodio è descritto nel libro della Genesi:
Caino invita all'aperto con lui il fratello Abele per ucciderlo. Abele viene scaraventato a terra con violenza da Caino, che sta per sferrare un altro colpo. Il sangue fuoriesce da una ferita sulla testa di Abele, mentre cerca di fermare con la mano sinistra Caino, che però lo ucciderà. 
Sullo sfondo il cielo è solcato da una colonna di fumo nero, che divide diagonalmente la scena, a sottolineare la contrapposizione tra i fratelli.